# Стрільба на літніх Олімпійських іграх 1896
Змагання зі стрільби на літніх Олімпійських іграх 1896 відбулися з 8 по 12 квітня 1896 року у Каллітеї. У змаганнях взяли участь 38 стрільців з семи країн.

## Країни-учасники
| Країна                | К-сть учасників |
| --------------------- | --------------- |
| Велика Британія (GBR) | 2               |
| Греція (GRE)          | 27              |
| Данія (DEN)           | 3               |
| Італія (ITA)          | 1               |
| США (USA)             | 3               |
| Франція (FRA)         | 1               |
| Швейцарія (SUI)       | 1               |
| Всього                | 38              |

## Медалі

### Загальний залік
| Місце | Країна       | Золото | Срібло | Бронза | Загалом |
| ----- | ------------ | ------ | ------ | ------ | ------- |
| 1     | США (USA)    | 3      | 3      | 3      | 9       |
| 2     | Греція (GRE) | 2      | 1      | 0      | 3       |
| 3     | Данія (DEN)  | 0      | 1      | 2      | 3       |

## Медалісти

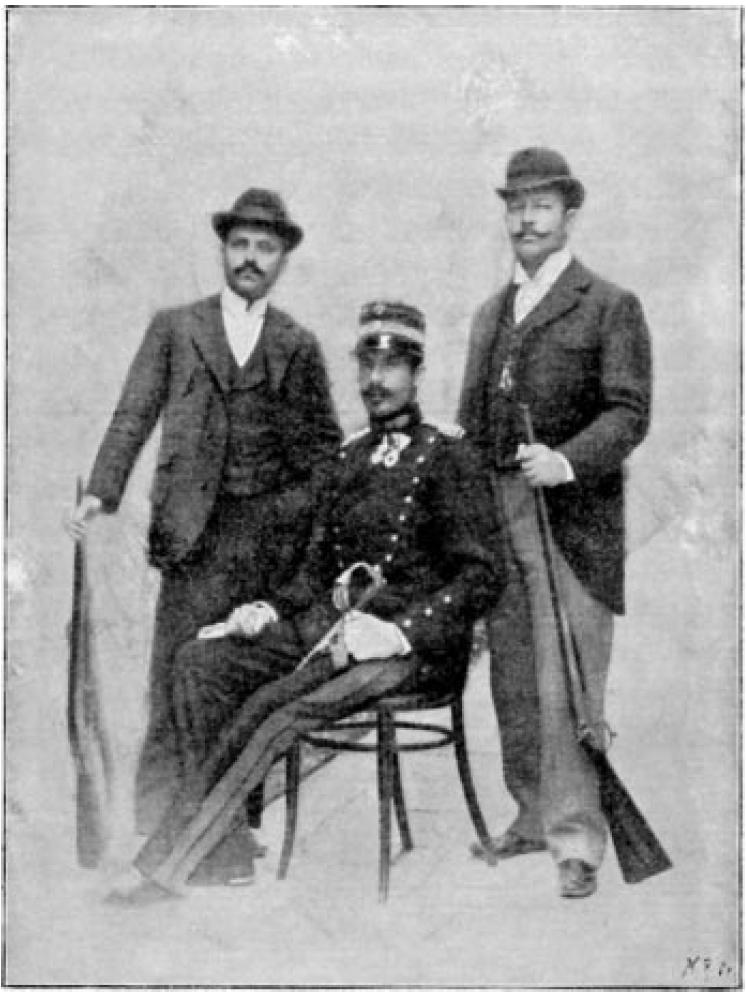
Зліва на право: Карасевдас, Франгудіс, Орфанідіс

Медалі пізніше були видані Міжнародним олімпійським комітетом. У той час переможці отримували срібну медаль, а інші нічого. 
| Дисципліна                      | Золото                       | Срібло                      | Бронза                     |
| ------------------------------- | ---------------------------- | --------------------------- | -------------------------- |
| Довільний пістолет, 50 метрів   | Самнер Пейн · США            | Хольгер Нільсен · Данія     | Іоаніс Франгудіс · Греція  |
| Швидкісний пістолет, 25 метрів  | Іоаніс Франгудіс · Греція    | Геогріос Орфанідіс · Греція | Хольгер Нільсен · Данія    |
| Армійський пістолет, 25 метрів  | Джон Пейн · США              | Самнер Пейн · США           | Ніколаос Доракіс · Греція  |
| Армійська гвинтівка, 200 метрів | Пантеліс Карасевдас · Греція | Павлос Павлідіс · Греція    | Ніколаос Трикупіс · Греція |
| Довільна гвинтівка, 300 метрів  | Геогріос Орфанідіс · Греція  | Іоаніс Франгудіс · Греція   | Вігго Єнсен · Данія        |